# أبريل فوول
أبريل فوول هو الاسم الكودي لجاسوس وعميل مزدوج كان له أثرٌ بالغٌ في إسقاط نظام الرئيس العراقى صدام حسين.
وفقا لتصريحات الجنرال تومي فرانكس قائد الجيش الأمريكي في العراق في عام 2003 في حرب احتلال العراق كان أبريل فوول ضابطًا أمريكيًا يعمل تحت غطاء ديبلوماسي.
نجح في تسريب معلومات مغلوطة أعدها فريق فرانكس أدت لحشد الجيش العراقي معظم قواته عند الأردن وتركيا مما سهل بشدة الدخول عن طريق الكويت والخليج العربي.